# Hanna Stjärne
Hanna Lovisa Stjärne, född 17 mars 1969 i Danderyds församling, är en svensk journalist och mediechef. Hon har bland annat varit vd för Upsala Nya Tidning och Sveriges Television. Sedan 2025 är hon vd för Nobelstiftelsen.

## Biografi
Stjärne växte upp i Danderyd och gick senare delen av grundskolan och gymnasiet vid Adolf Fredriks musikklasser med specialinriktning på sång. Sedan studerade hon vid enheten för journalistik, medier och kommunikation på Stockholms universitet och verkade därefter som nyhetsjournalist, bland annat som politisk reporter och studioreporter vid Ekoredaktionen och korrespondent i Bryssel. 1997-2000 var hon även prisbelönad utrikeskorrespondent för Sveriges Radio i Norge.
2000 blev Hanna Stjärne inrikeschef på Ekot och utsågs 2002 till den yngsta P1-chefen genom tiderna. I november 2005 utsågs hon till biträdande programdirektör, produktion. 2007 blev hon programdirektör för utbud, med ansvar för program i alla Sveriges Radios kanaler och webb/mobilverksamheten. Från 2009 ledde hon en framtidsutredning inom radiobolaget.
År 2010 utsågs Hanna Stjärne till årets bästa kvinnliga mediechef i Sverige, Årets MediaAmazon. Hon har haft ett antal förtroendeuppdrag inom mediebranschen, bland annat som medlem i juryn för Stora Journalistpriset, som ordförande för föreningen Grävande Journalisters guldspadejury och i styrelsen för radiobranschens samarbetsorgan Radioakademin. 
I augusti 2011 utsågs Hanna Stjärne till vd, chefredaktör och ansvarig utgivare för UNT-koncernen. I koncernen ingår bland annat Upsala Nya Tidning samt ytterligare fem tidningar, radio- och TV-verksamhet, omfattande onlinesatsningar och andra affärsområden.
I september 2014 utnämndes Stjärne till ny VD för Sveriges Television med tillträde inom sex månader. Stjärne tillträdde vd-posten efter avgående Eva Hamilton den 15 januari 2015. Hon kritiserades från flera håll, bland annat i Dagens Nyheter, för att vara ”alldeles för vag och onyanserad i sin berättelse om vad hon vill med public service-bolaget”.
I maj 2024 meddelade SVT att Hanna Stjärne kommer att avgå som vd vid årsskiftet 2024–2025 för att tillträda som vd för Nobelstiftelsen.

### Familj
Hanna Stjärne har en dotter. Hon är faster till skådespelaren Tea Stjärne och barnskådespelaren Polly Stjärne.

## Priser och utmärkelser
- 1995, 1999: Stora Ekopriset
- 2000: Marcus Ölanderpriset för god utrikesjournalistik[9]
- Årets bästa kvinnliga mediechef (Årets MediaAmazon) 2010[10]